# Karl Bertsch
Karl Bertsch (1878 - 1965) foi um botânico alemão.
Especializado em paleobotânica, seus estudos ainda são citados nas publicações de fósseis  vegetais 
Foi um entusiasta na busca de musgos pela Alemanha e pela flora em geral, doando seu herbário ao  "Museu de História Natural de Stuttgart".

## Publicações selecionadas
- 1931. Bertsch, K. Paläobotanische Monographie des Federseerieds. Bibliotheca Botanica 127 S., 86 Abb., 8 Tab.
- 1941. Bertsch, K. Handbiicher der praktischen Vorge- schichtsforschung
- 1942. Bertsch, K. Lehrbuch der Pollenanalyse. En: Monographs in Systematic Botany from the Missouri Botanical Garden 36, pp. 1–270. Roure, J.M. 1985
- 1947. Bertsch, K. Sumpf und Moor als Lebensgemeinschaft. Ravensburg, Otto Maier, 142 pp. (2, adv.), 50 ilustraciones en texto
- 1947. Bertsch, K. Der See als Lebensgemeinschaft. Ravensburg: Otto Maier. 146 Seiten mit Abbildungen. Kartoniert mit Schutzumschlag. 236 g
- Bertsch, K. Der Wald als Lebensgemeinschaft. Ravensburg: Maier, 1947. 210 Seiten mit Abbildungen. Kartoniert mit Schutzumschlag. 321 g
- 1949. Bertsch, K & Franz Bertsch. Geschichte unserer kulturpflanzen. 2ª ed. 78 dibujos en texto, mapas. 275 pp. Stuttgart
- 1949. Bertsch, K. Moosflora. Stuttgart/Ludwigsburg: E. Ulmer. 193 pp.
- 1955. Bertsch, K. Flechtenflora von Südwestdeutschland. 2. Auflage. Stuttgart/Ludwigsburg: E. Ulmer. 256 pp.
- 1958. Bertsch, K. Moosflora von Südwestdeutschland. Stuttgart